# Expédition 61 (ISS)
Insigne de la mission
Équipage de l'expédition 61
Chronologie
Expédition 60 Expédition 62
L'expédition 61 est le 61e roulement de l'équipage de l'ISS. L'expédition est commandée par Luca Parmitano, qui devient le troisième européen et le premier italien à assurer le commandement de la Station.
L'expédition a réalisé un programme scientifique particulièrement dense, et l'équipage a réalise neuf sorties extra-véhiculaires pour l'entretien de la Station et des expériences installées à l'extérieur de la Station. Parmi ces neuf sorties, les astronautes américaines Christina Koch et Jessica Meir ont réalisé la première sortie extra-véhiculaire de l'histoire avec deux participantes féminines le 18 octobre 2019. Le duo a procédé à deux autres sorties, les 15 et 20 janvier 2020.

## Équipage
| Rôle               | Membres d'équipage                              |
| ------------------ | ----------------------------------------------- |
| Commandant         | Luca Parmitano - ESA Deuxième vol spatial       |
| Ingénieur de vol 1 | Aleksandr Skvortsov - RSA Troisième vol spatial |
| Ingénieur de vol 2 | Andrew Morgan - NASA Premier vol spatial        |
| Ingénieur de vol 3 | Christina Koch - NASA Premier vol spatial       |
| Ingénieur de vol 4 | Oleg Skripotchka - RSA Troisième vol spatial    |
| Ingénieur de vol 5 | Jessica Meir - NASA Premier vol spatial         |

## Déroulement
L'expédition a débuté le 3 octobre, lorsque le Soyouz MS-12 a quitté la Station. Arrivée à bord du MS-12, l'astronaute américaine Christina Koch est restée à bord de la Station pour céder sa place à Hazza Al Mansouri, premier Emirati dans l'espace, arrivé huit jours plus tôt à bord du MS-15.
Christina Koch et Andrew Morgan ont réalisé une sortie extra-véhiculaire de 7h01 le 6 octobre. Cette sortie visait à poursuivre la maintenance du système électrique de l'ISS en remplaçant d'anciennes batteries nickel-hydrogène, en service depuis 2000, par des batteries lithium-ion, au bout de la poutre de la Station. Ces nouvelles batteries ont été amenés à bord de la Station par le HTV-8, qui s'est amarré quelques jours plus tôt.
Le cosmonaute Oleg Skripotchka mène des expériences sur la sensibilité à la douleur lors d'un vol spatial. L'expérience Alometriya vise à étudier les évolutions du seuil de douleur lors d'un vol de longue durée, et doit permettre de mieux connaître les réactions et l'adaptation du corps humain au vol de longue durée.
Koch et Morgan réalisent une deuxième sortie le 11 octobre. Cette opération, d'une durée de 6h45, permet aux deux astronautes de poursuivre le déploiement des nouvelles batteries à l'extrémité bâbord de la poutre.
Une troisième sortie, non planifiée, est menée le 18 octobre. Il s'agit de la première sortie extra-véhiculaire de l'histoire avec deux participantes féminines : Christina Koch et Jessica Meir. L'opération de 7h17 a permis aux deux Américaines de remplacer une unité de chargement de batterie défectueuse. L'unité en question sera renvoyée sur Terre pour inspection.
Le vaisseau Progress MS-12, amarré à Pirs depuis juillet, réalise un rehaussage de l'orbite de l'ISS avec ses propulseurs le 7 novembre. Les moteurs ont été allumés à 22h40,58s (UTC) pendant 406 secondes. Cette manœuvre a impulsé une accélération de 0,46 m/s à la Station, et l'a mise en position en prévision de l'atterrissage du Soyouz MS-13 en février.
Le vaisseau Progress MS-13 opère un rehaussage de l'orbite de la Station le 27 décembre afin de positionner la Station pour le départ du Soyouz MS-13. Ses moteurs ont été allumés à 1h28 (UTC) pendant 576,4 secondes, et ont accéléré la Station de 0,56 m/s. Une nouvelle manœuvre est réalisée en allumant les moteurs du Progress MS-13 à 4h36 (UTC). La propulsion a duré 494 secondes et a accéléré l'ISS de 0,48 m/s.
Un nouveau rehaussage de l'orbite est effectué le 23 janvier par le Progress MS-13 en préparation du départ des Soyouz MS-13 et MS-15 et de l'arrivée du Soyouz MS-16. Les moteurs du cargo ont été allumés à 14:15 (UTC) pendant 563 secondes et ont accéléré la Station de 0,56 m/s. Une seconde manœuvre est réalisée à 17h23 (UTC) en allumant les moteurs du Progress MS-13 pendant 282 secondes, accélérant l'ISS de 0,28 m/s.

## Réparation du système de régulation thermique du spectromètre magnétique Alpha

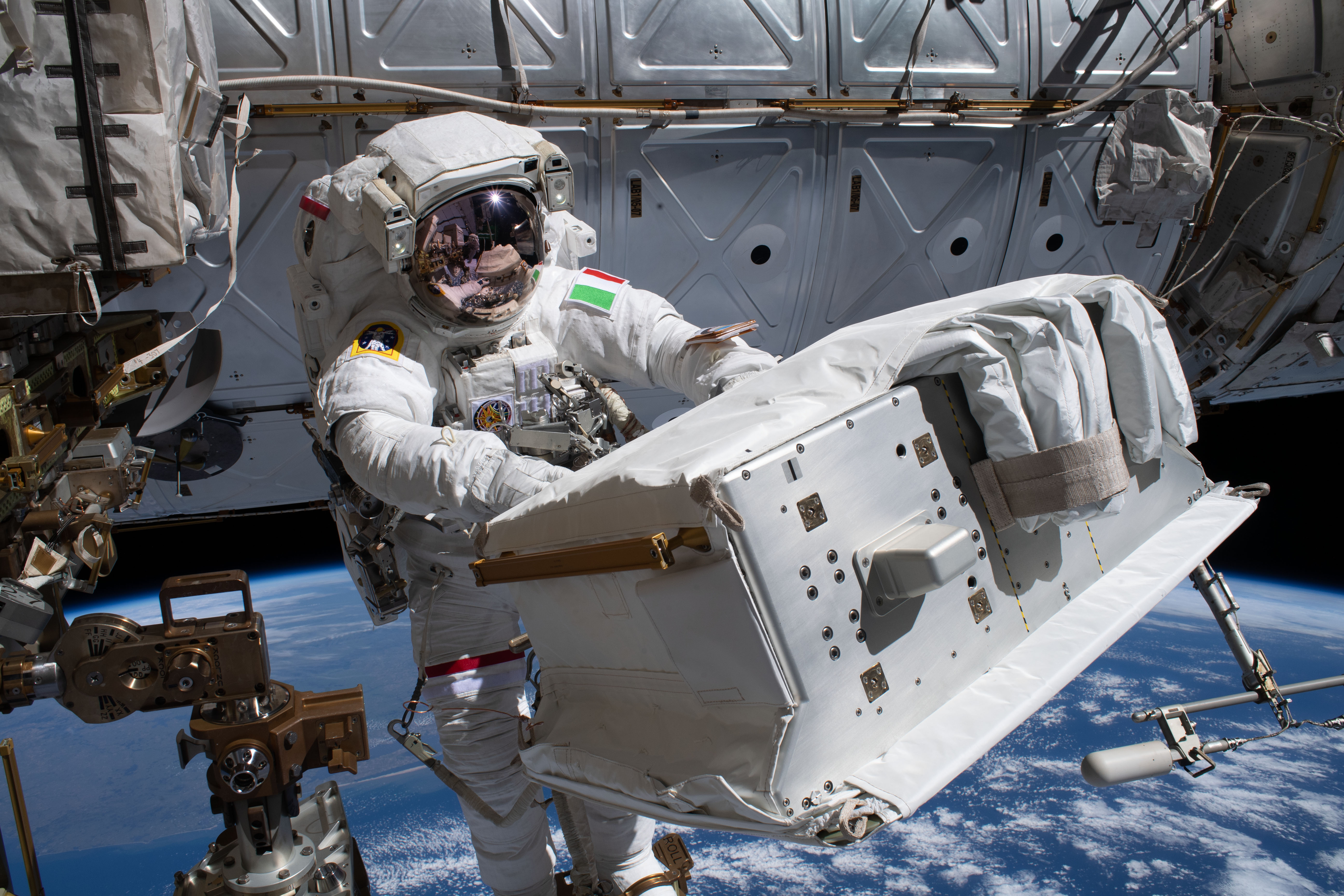
Lucas Parmitano manipule le nouveau système de régulation thermique de l'AMS-02 au cours d'une sortie extra-véhiculaire.

En avril 2017, alors que le spectromètre magnétique Alpha (AMS-02) (instrument installé sur la poutre de la station spatiale) a déjà doublé sa durée de vie planifiée (3 ans), la première des quatre pompes faisant circuler le fluide caloporteur dans le circuit de thermorégulation tombe en panne. Cette défaillance touche les unes après les autres les autres pompes et, en novembre 2019, la seule pompe encore opérationnelle ne fonctionne plus que de manière intermittente. Or AMS-02 ne peut fonctionner sans son système de régulation thermique. Le développement de AMS-02 a couté 2 milliards US$ et les scientifiques souhaitent qu'ils continuent à fonctionner.
L'instrument n'a pas été conçu pour subir des opérations de maintenance dans l'espace mais la NASA commence dès novembre 2015 à mettre au point les procédures permettant d'effectuer une réparation en vol. Un plan de réparation complexe est mis au point par l'agence spatiale. Celle-ci présente de nombreuses difficultés : il n'y a ni main courante ni cale-pieds pour permettre à l'astronaute de s'assurer, certains écrous n'ont pas été conçus pour pouvoir être dévissés dans l'espace ou être manipulés avec les outils disponibles, les circuits n'ont pas été conçus pour être vidangés sans risque dans l'espace, certains tubes doivent être sectionnés créant des pièces susceptibles de perforer les combinaisons spatiales.
Pour effectuer la réparation, la NASA développe 25 nouveaux outils et quatre sorties extravéhiculaires de l'équipage sont planifiées pour remettre en état l'instrument AMS-02. Au cours de la première sortie qui a lieu le 15 novembre, les astronautes Drew Morgan de la NASA et Luca Parmitano de l'Agence spatiale européenne enlèvent le revêtement qui couvre AMS-02 et le protège des débris spatiaux. Ce revêtement, qui n'a pas été conçu pour être stocké sur la poutre en attendant son évacuation dans un des cargos spatiaux et ne peut être emmené dans le sas à cause de son encombrement, est largué dans l'espace. Du fait de son rapport surface/masse, il devrait très rapidement perdre de l'altitude et être détruit en effectuant une rentrée atmosphérique. Les mêmes astronautes doivent effectuer les trois autres sorties programmées dans les semaines qui viennent,.

## Vols non-habités vers la Station
Les missions de ravitaillement qui sont arrivées à la Station au cours de l'Expédition 61 :
| Véhicule - numéro de vol ISS | Pays       | Mission    | Lanceur      | Port d'amarrage | Tir (UTC)                 | Arrimage (UTC)            | Désarrimage (UTC)      | Durée     | Désorbitation         |
| ---------------------------- | ---------- | ---------- | ------------ | --------------- | ------------------------- | ------------------------- | ---------------------- | --------- | --------------------- |
| Cygnus NG-12 - CRS NG-12     | Etats-Unis | Logistique | Antares 230+ | Unity nadir     | 2 novembre 2019, 13:59:47 | 4 novembre 2019, 11:21    | 31 janvier 2020, 13:10 | 88 jours  | 17 mars 2020, 23:00   |
| SpaceX CRS-19 - SpX-19       | Etats-Unis | Logistique | Falcon 9     | Harmony nadir   | 5 décembre 2019, 17:29:24 | 8 décembre 2019, 12:47    | 7 janvier 2020, 08:41  | 33 jours  | 7 janvier 2020, 15:42 |
| Progress MS-13 - ISS 74P     | Russie     | Logistique | Soyuz-2.1a   | Pirs nadir      | 6 décembre 2019, 09:34:11 | 9 décembre 2019, 10:35:11 | 8 juillet 2020, 18:22  | 212 jours | 8 juillet 2020, 22:05 |

## Galerie de photographies

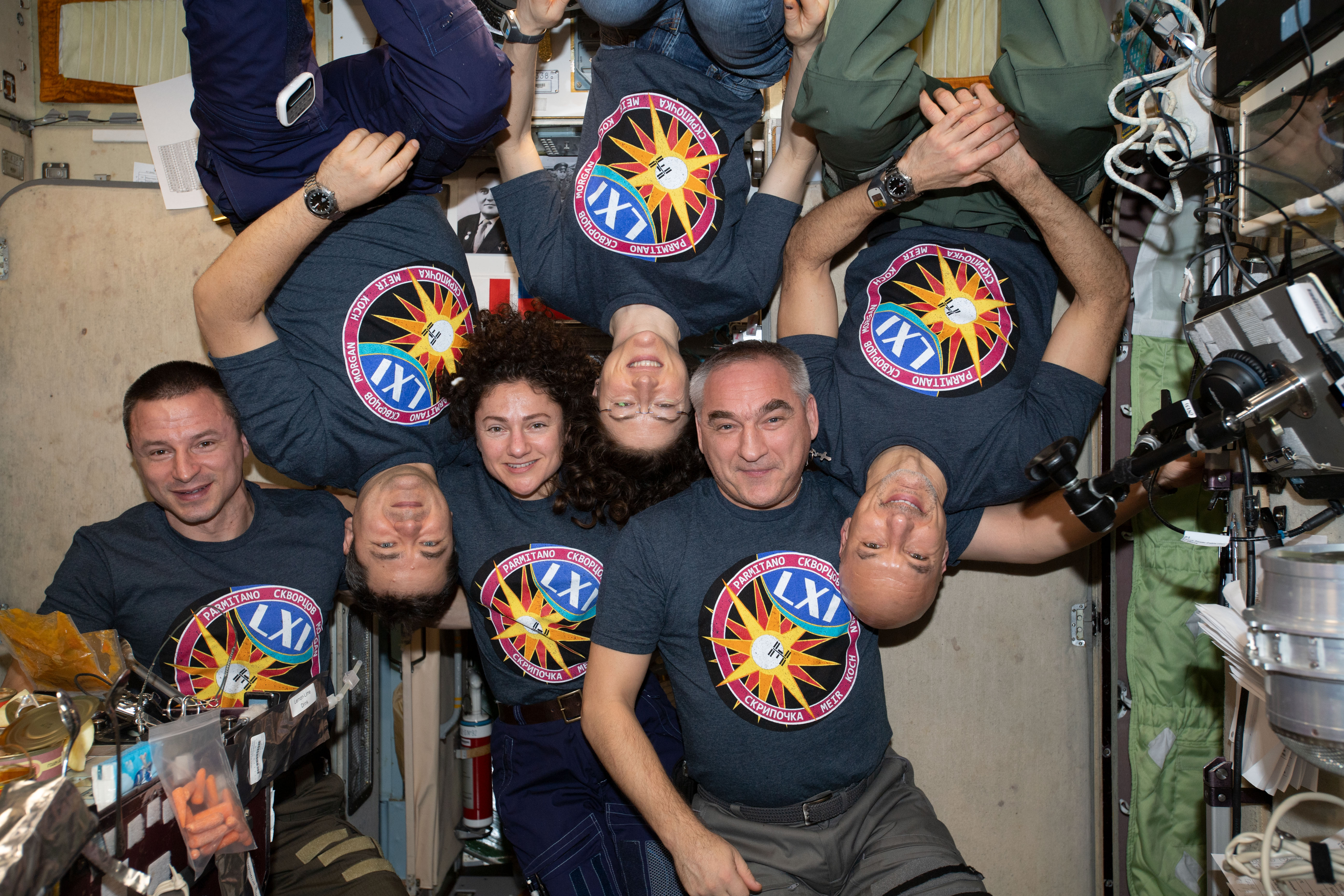
Portrait de l'équipage à bord du module Zvezda.
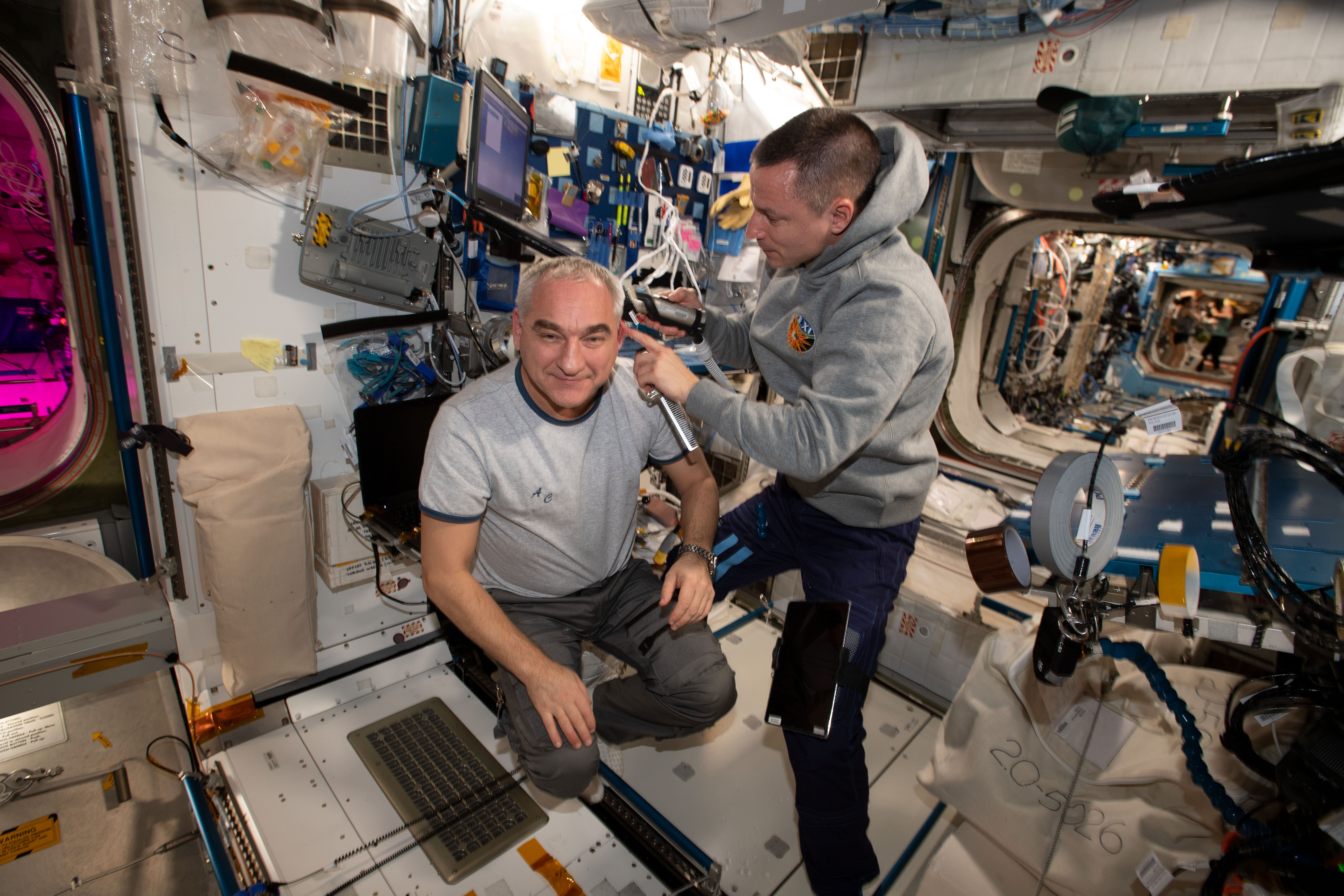
Andrew Morgan coupe les cheveux d'Alexander Skvortsov.
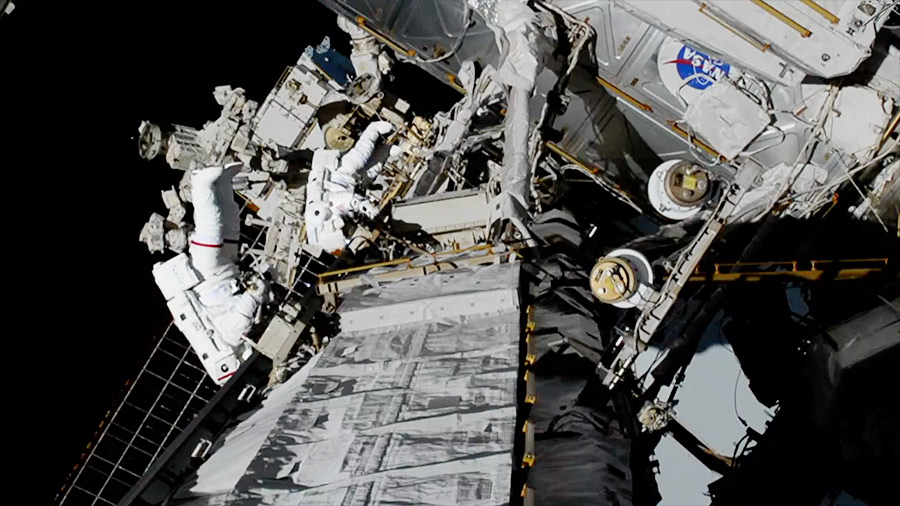
Christina Koch et Jessica Meir réalisent la première sortie extra-véhiculaire de l'histoire avec deux participantes féminines, le 18 octobre.
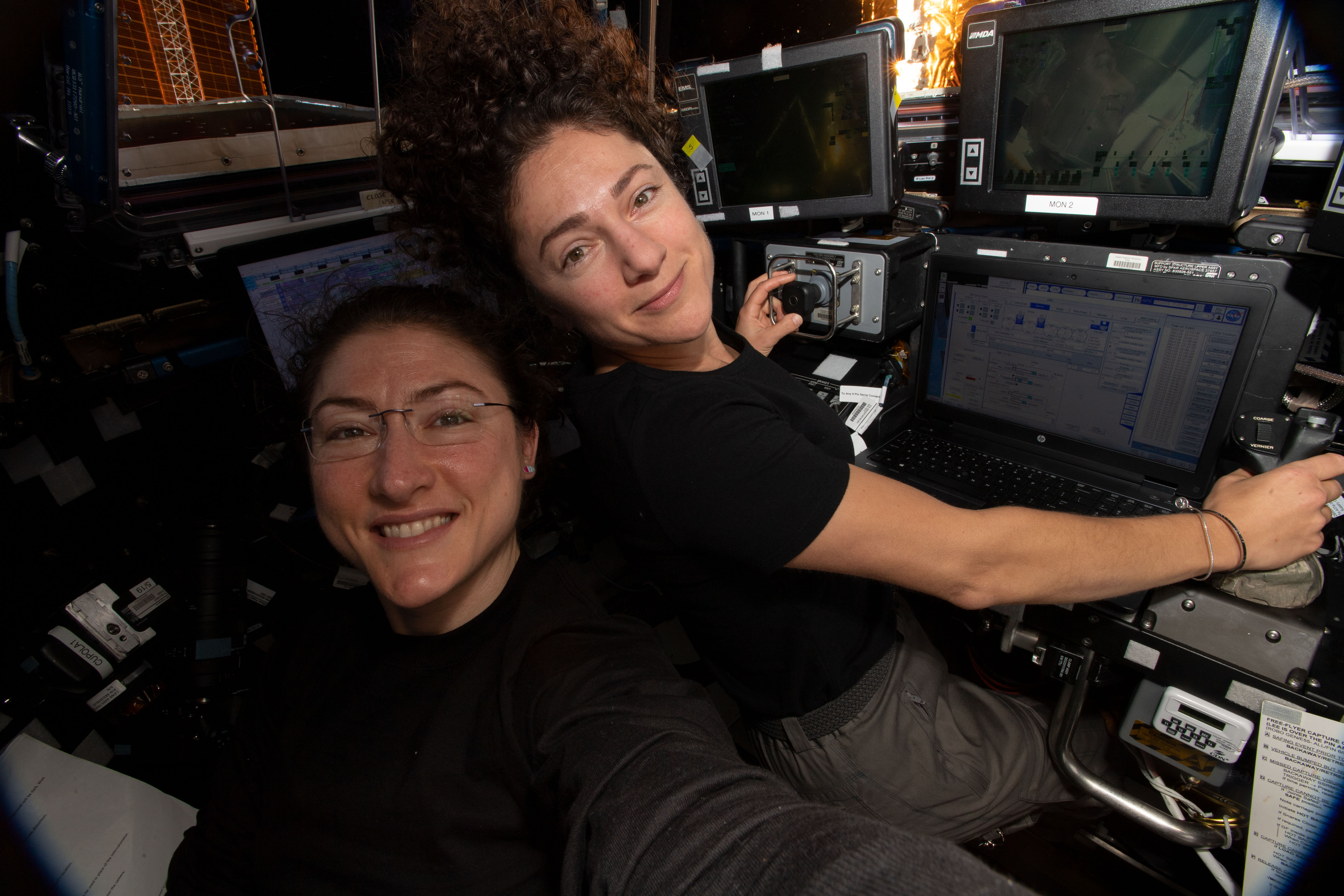
Koch et Meir prépare l'arrivée du cargo Cygnus à bord de la Cupola.
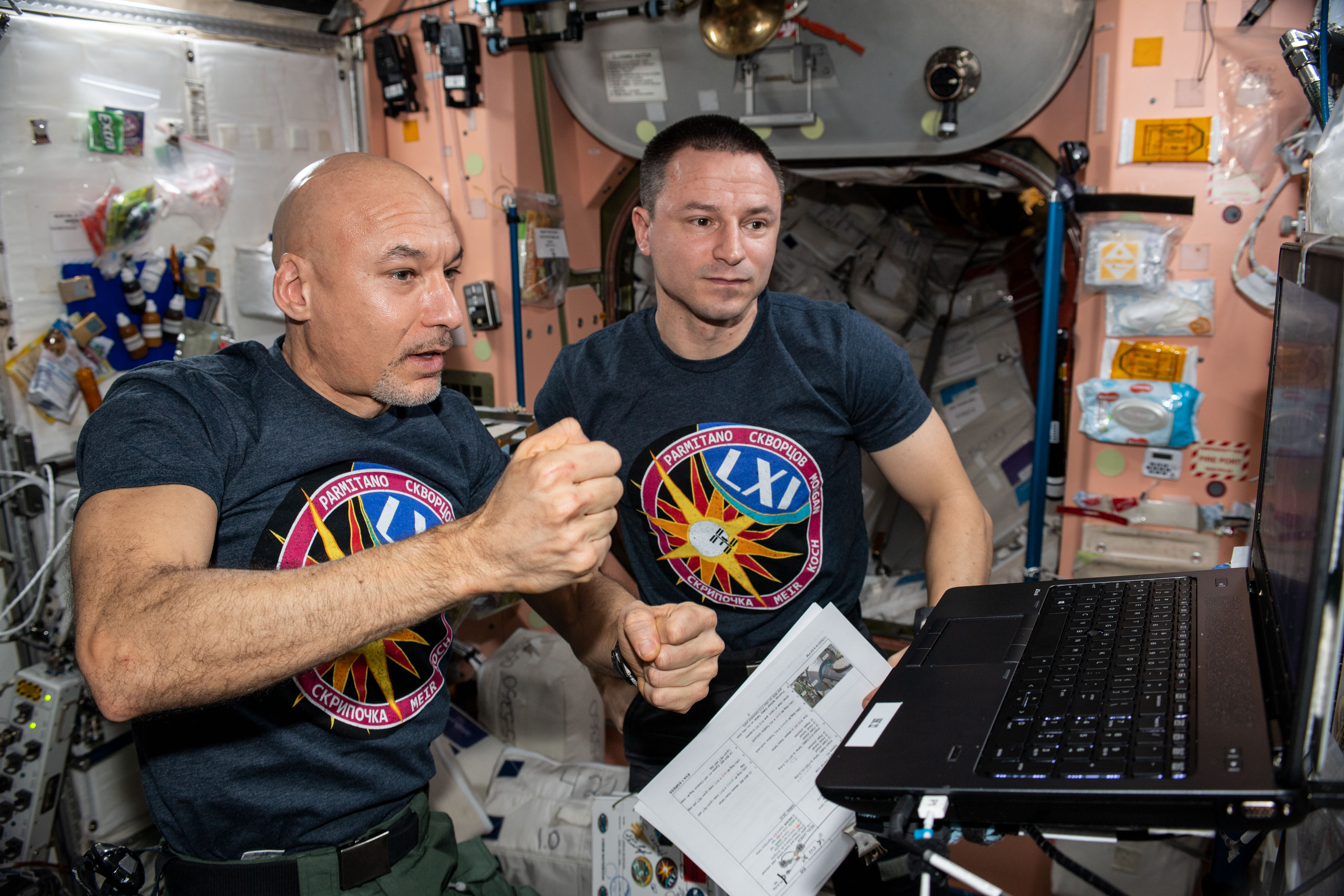
Le commandant Parmitano et Andrew Morgan préparent des procédures robotiques.
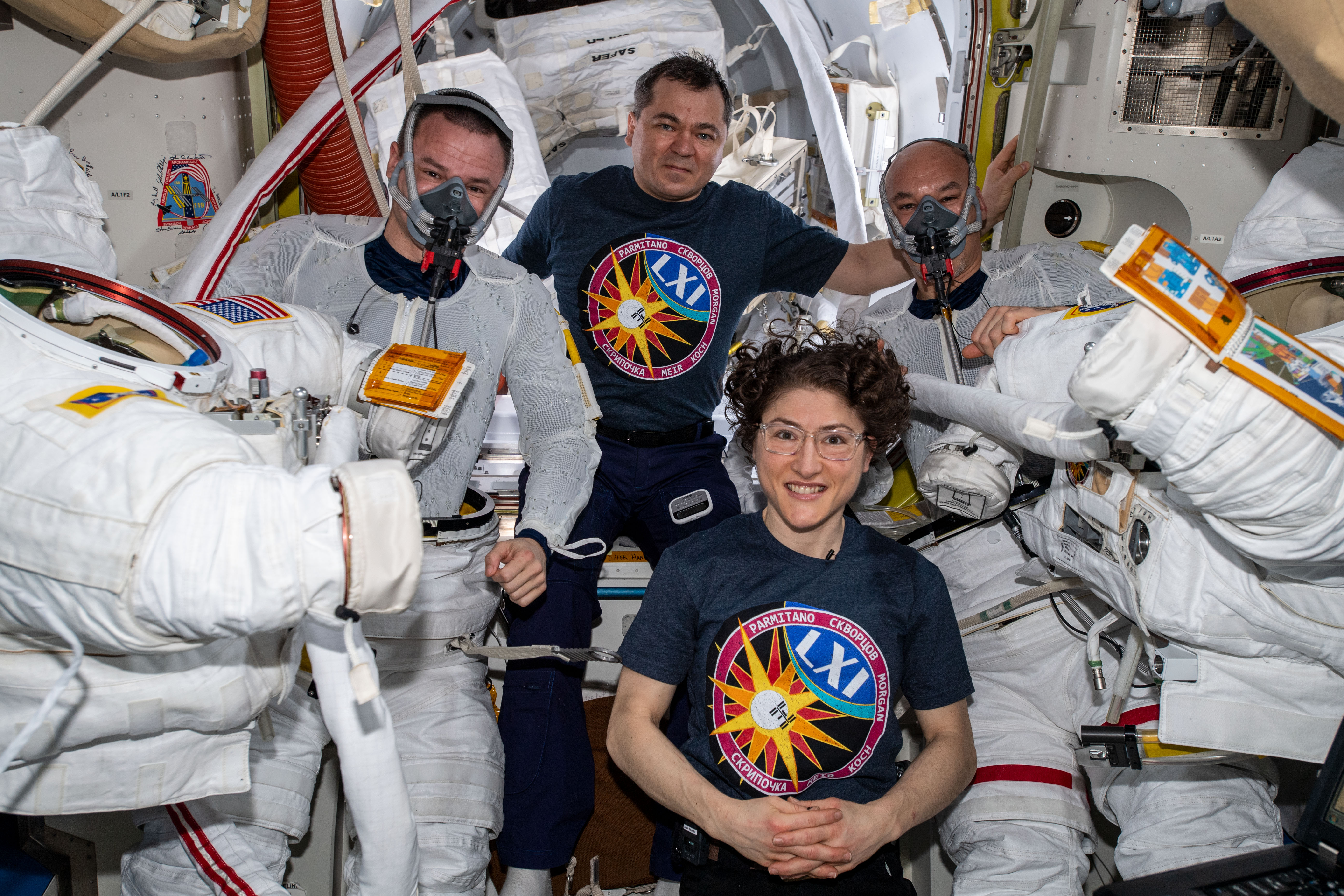
Procédure de préparation avant une des six sorties extra-véhiculaires de l'Expédition.